# Municipio de East Brandywine
El municipio de East Brandywine (en inglés: East Brandywine Township) es un municipio ubicado en el condado de Chester en el estado estadounidense de Pensilvania. En el año 2000 tenía una población de 5822 habitantes y una densidad poblacional de 197,4 personas por km².

## Geografía
El municipio de East Brandywine se encuentra ubicado en las coordenadas 40°01′55″N 75°44′53″O / 40.03194, -75.74806.

## Demografía
Según la Oficina del Censo en 2000 los ingresos medios por hogar en la localidad eran de $76 217 y los ingresos medios por familia eran de $81 886. Los hombres tenían unos ingresos medios de $54 327 frente a los $30 611 para las mujeres. La renta per cápita de la localidad era de $32 178. Alrededor del 1,9% de la población estaba por debajo del umbral de pobreza.